# Roger Fry
Roger Eliot Fry (14. prosince 1866 Londýn – 9. září 1934 Londýn) byl anglický malíř a výtvarný kritik. Jako malíř se prosadil portréty, ale mnohem větší vliv získal jako kulturní teoretik. Roku 1906 zavedl pojem postimpresionismus. Byl propagátorem moderních malířských směrů v Británii, v čemž byl velmi úspěšný. Historik umění Kenneth Clark to popsal slovy: "Měl největší vliv na vkus od dob Ruskina... Pokud může vkus změnit jeden člověk, změnil ho Roger Fry." V roce 1903 se podílel na založení The Burlington Magazine, prvního vědeckého periodika věnovaného dějinám umění v Británii. Vedl ho v letech 1909 až 1919. V roce 1906 byl jmenován kurátorem v Metropolitním muzeu umění v New Yorku. Byl členem skupiny Bloomsbury Group. Její slavná členka, spisovatelka Virginia Woolfová, o něm napsala, že "měl více znalostí a zkušeností než my všichni ostatní dohromady". Woolfové sestra Vanessa Bellová byla jeho velkou láskou, o niž pečoval po potratu, ale nakonec ji nezískal, když dala přednost malíři Duncanu Grantovi. Na přání rodiny pak Woolfová vynechala některá tato intimní fakta z jeho biografie, kterou sepsala po Fryově smrti. Fry zemřel po pádu ve svém domě.